# قرار مجلس الأمن التابع للأمم المتحدة رقم 1508
قرار مجلس الأمن التابع للأمم المتحدة رقم 1508، المتخذ بالإجماع في 19 أيلول / سبتمبر 2003، بعد التذكير بجميع القرارات السابقة بشأن الحالة في سيراليون، مدد المجلس ولاية بعثة الأمم المتحدة في سيراليون لمدة ستة أشهر حتى 31 آذار / مارس 2004.
وذكر القرار أن الاستقرار في سيراليون سيتوقف على الوضع في ليبيريا المجاورة. وفي نفس اليوم، تبنى مجلس الأمن القرار 1509 (2003) بإنشاء بعثة الأمم المتحدة في ليبيريا .

## القرار

### أعمال
وبتمديد ولاية بعثة الأمم المتحدة في سيراليون لمدة ستة أشهر إضافية، شكر المجلس البلدان المساهمة في القوة وبعثة الأمم المتحدة في سيراليون على التعديلات التي أدخلت على حجمها وتكوينها ونشرها وفقا للقرارين 1436 (2002) و1492 (2003).
وشدد القرار على أن تنمية القدرات الإدارية لحكومة سيراليون ضرورية لتحقيق السلام على المدى الطويل. بالإضافة إلى ذلك، تم حث الحكومة على زيادة السيطرة على مناجم الماس. وفي غضون ذلك، أعرب المجلس عن قلقه إزاء الحالة المالية الخطيرة للمحكمة الخاصة لسيراليون وطُلب من البلدان المساهمة بسخاء في كل من المحكمة ولجنة الحقيقة والمصالحة. واستأنف رؤساء اتحاد نهر مانو الحوار والالتزامات الهادفة إلى تعزيز السلام والأمن الإقليميين.
ورحب المجلس بنشر قوات من الجماعة الاقتصادية لدول غرب أفريقيا في ليبريا، بدعم من بعثة الأمم المتحدة في سيراليون. وطالب الجماعات المسلحة في ليبيريا بإنهاء عمليات التوغل في سيراليون، وحث القوات المسلحة السيراليونية وبعثة الأمم المتحدة في سيراليون على تسيير دوريات على الحدود. وأخيرا، كان على الأمين العام أن يبقي الحالة في سيراليون قيد الاستعراض.

## روابط خارجية
- نص القرار في undocs.org